# Rosana Penna
Rosana Penna (São Paulo, 05 de julho de 1955) é uma atriz brasileira. 

## Carreira
Iniciou sua carreira em 1974, participando de comerciais e depois como modelo em desfiles de moda. Já em 1976 estreia como atriz em teatro, com a peça O Planeta Azul. 
Em 1977 estreara em televisão participando de Nina. No ano seguinte destaca-se em A Sucessora, ambas da TV Globo. Em 1979 participa de seu primeiro filme, O Coronel e o Lobisomem, protagonizado por Maurício do Valle. 

## Filmografia

### Televisão
| Ano  | Título              | Personagem         | Notas                                |
| ---- | ------------------- | ------------------ | ------------------------------------ |
| 2019 | Pico da Neblina     | Suzana             | Episódio: "Mil ao Contrário"         |
| 2018 | Segundo Sol         | Alda Maria         |                                      |
| 2010 | Tribunal na TV      | Maria Elisa Munhol | 2 episódios                          |
| 2009 | Viver a Vida        | Dona Filomena      |                                      |
| 2007 | Sem Controle        | Vários Personagens |                                      |
| 2003 | Canavial de Paixões | Carlota            |                                      |
| 2002 | Marisol             | Constanza          |                                      |
| 1999 | Tiro e Queda        | —                  | Participação Especial                |
| 1997 | O Olho da Terra     | —                  |                                      |
| 1985 | Caso Verdade        | Vera               | Episódio: "Amor aos 40"              |
| 1984 | Caso Verdade        | Guiomar            | Episódio: "Sonho Materno"            |
| 1982 | Caso Verdade        | Helena             | Episódio: "Simone, Amor Sem Limites" |
| 1980 | Marina              | Diana              |                                      |
| 1979 | Pai Herói           | Laura              |                                      |
| 1978 | A Sucessora         | Lúcia de Góes      |                                      |
| 1977 | Nina                | Rosário            |                                      |
| 1976 | Anjo Mau            | Karen              | [ 7 ]                                |

### Cinema
| Ano  | Título                  | Personagem | Notas |
| ---- | ----------------------- | ---------- | ----- |
| 2018 | Coração de Cowboy       | Teresa     |       |
| 2012 | E a Vida Continua...    | Elisa      |       |
| 1979 | O Coronel e o Lobisomem | Sarará     |       |

## Teatro
- 2018/2022 - Bibi: Uma Vida em Musical[8]
- 2018/2022 - Dogville[9]
- 2017 - Carrossel, o Musical
- 2015/2016 - Nuvem de Lágrimas
- 2013 - Encontros Impossíveis
- 2012 - A Morte É Uma Piada
- 2011/2012 - O Semeador de Estrelas
- 2008 - My Fair Lady
- 1994 - Além da Vida
- 1989/2007 - Trair e Coçar, É Só Começar![10]
- 1986 - Além da Vida
- 1985/1986 - Sua Excelência, o Candidato
- 1976 - O Planeta Azul